# Вертячье
Вертячье — село в Хлевенском районе Липецкой области, входит в состав Ворон-Лозовского сельсовета.
Расположено на правом берегу реки Воронеж,

## История
Село возникло во второй половине XVI в. В 1613 г. было разорено и сожжено донским атаманом и фаворитом Марины Мнишек Иваном Заруцким, но вскоре было возрождено. В 1746 г. в Вертячьем насчитывался 41 двор. В старых документах упоминается под названием Гремячее-Вертячее В источниках 1615 г. говорится: "Слободка Гремячея, что переселилась из деревни Вертячей". Из чего можно сделать вывод, что селение основано выходцами из какой-то деревни Вертячей. Изначально называлось Гремячим (по шуму воды в ручье), а позже закрепило за собой название места прежнего жительства переселенцев. 

## Население
| 1859 | 2009 | 2010 |
| ---- | ---- | ---- |
| 320  | ↘83  | →83  |

## Транспорт
Автобус до Липецка.
Расстояния:
- Липецк — 60 км
- Воронеж — 65
- Хлевное (районный центр) — 18 км.

## Улицы[5]
- Московская
- Набережная
- Пушкина
- Садовая
- Хуторская